# 水泊寺乡
水泊寺乡是中华人民共和国山西省大同市平城区下辖的一个乡。
2001年，南郊区行政区划调整，原水泊寺乡、小南头乡合并，设立新的水泊寺乡。
2021年3月，撤销水泊寺乡，原水泊寺乡的御东学府南、御东学府北2个社区居委会和金家湾、马家小、泉寺头、燕庄、西坟、东坟、梓家、古城、牛庄、肖家寨、海力11个村委会的行政区域为白登山街道的行政区域；原水泊寺乡的永固、西京、华北星、富力4个社区居委会和马家堡、泗家庄、曹夫楼、齐家坡、水泊寺5个村委会的行政区域为文瀛湖街道的行政区域；原水泊寺乡的重熙、永安、恒大、文源4个社区居委会和沙岭、石家寨2个村委会的行政区域为水泊寺街道的行政区域；原水泊寺乡的寺儿、西王庄、东王庄、小南头、西谷庄、艾庄、塔儿7个村委会的行政区域为小南头街道的行政区域。

## 行政区划
水泊寺乡下辖以下村级行政区划单位：
水泊寺村、石家寨村、泗庄村、海力村、肖家寨村、东坟村、西坟村、牛庄村、燕庄村、泉寺头村、金家湾村、马家小村、梓家村、古城村、马家堡村、曹夫楼村、齐家坡村、小南头村、寺儿村、沙岭村、艾庄村、塔儿村、西谷庄村、东王庄村和西王庄村。

## 交通
- 京包铁路：大同东站